# BitKeeper
BitKeeper je v softwarovém inženýrství distribuovaný systém správy verzí vytvořený firmou BitMover Inc. se sídlem v Los Gatos v Kalifornii, kterou vlastní Larry McVoy, CEO firmy, autor verzovacího systému TeamWare. Od 9. května 2016 je dostupný jako software
s otevřeným zdrojovým textem pod licencí Apache 2.0.
BitKeeper byl nějakou dobu používán při vývoji linuxového jádra. Když se vydavatelé BitKeeperu rozhodli v roce 2005 omezit jeho licencování, byly vytvořeny volné alternativy Bazaar, Git a Mercurial.